# 泰国皇家戏剧奖
泰国皇家戏剧奖是泰国娱乐圈电视领域的大型奖项，也是泰国最具知名度的三大电视界的权威奖项之一，等同于电视领域的金天鹅奖。设立奖项的目标是打造广电行业评奖标准，让社会知晓，并向社会传播广播电视专业知识。展现广电专业潜力，让社会大众承认并理解无线电广播和泰国业余无线电专业协会的作用。此外，该奖项是用来鼓励电视和电视广播界的专业人士，促进和支持相关人士的业务发展。

## 评选投票

### 投票权
- 广电事务专的专业人士，如演员、导演、制片人、版主或音乐制作人。

### 公正性
- 提名者将根据指定的评判标准选出每一个奖项。评审们将在评选所有作品后封闭评分文件中评分。

- 所有评分均由第三方管理和维护，并在颁奖典礼当日才能知道评审们的最终定夺。

## 颁发奖项
奖项分为电视剧、电视节目、广播节目、广播电视荣誉奖四大类别。

### 电视剧类奖项（14）
- 最佳戏剧 ：2009年至今
- 最佳导演 ：2009年至今
- 最佳女演员 ：2009年至今
- 最佳男主角 ：2009年至今
- 最佳女配角 ：2009年至今
- 最佳男配角 ：2009年至今
- 最佳表演团队 ：2009年至今
- 最佳电视剧本 ：2009年至今
- 最佳戏剧歌曲 : 2009年2018年；2020年至今
- 最佳服装 : 2009年2018年；2020年至今
- 最佳照片系列 ：2009年2018年；2020年至今
- 最佳摄影 ：2009年2018年；2020年至今
- 最佳艺术指导 ：2009年2018年；2020年至今
- 最佳剧情系列 ：2009年2018年
- 最佳新星女演员 ：2017年
- 最佳新星男演员 ：2017年

### 在线平台的戏剧类奖项（5）
- 最佳戏剧和剧集 ：2020年至今
- 最佳男主角（网络平台）  ：2020年至今
- 最佳女演员（网络平台）  ：2020年至今
- 最佳原创剧本、戏剧和剧集 ：2020年至今
- 年度戏剧系列 ：2020年至今